# 衡阳市博物馆
26°54′25.6″N 112°36′25.1″E / 26.907111°N 112.606972°E
衡阳市博物馆，位于湖南省衡阳市石鼓区明翰路，建立于1973年6月，2008年10月1日已向社会免费开放。衡阳市博物馆现为中国国家三级博物馆，也是衡阳市精神文明建设窗口单位和爱国主义教育基地。2005年，被国家文物局定为全国重点博物馆，属二级风险单位。2016年，在湖南省社科普及活动主题周上被评为第四批湖南省社会科学普及基地。

## 历史沿革
衡阳市博物馆于1973年6月建立,前身为坐落于岳屏公园内的王船山纪念馆。1992年，衡阳市博物馆迁建至西湖公园南边的明翰路28号。

## 馆长

### 蒋星星
现任衡阳市博物馆馆长，同时兼为湖南省博物馆学会第七届理事会常务理事。

## 内部建设

### 展厅分布
衡阳市博物馆建筑面积4500平方米，有五个常设陈列常馆，如下：
馆藏青铜器陈列展、馆藏陶瓷珍品陈列展、馆藏工艺品陈列展、湖湘名人书画展、湖湘文化展。
- 一楼大厅，可见第一展室
- 一楼天井，可见第三展室
- 二楼的馆藏工艺品陈列展室

### 部分展品图片
- 铜牛尊，清,衡阳市图书馆移交
- 重环纹铜鼎，春秋，1988年9月衡阳县赤石乡出土
- 官帽，清
- 鸟纹铜戈鐏，战国，1985年耒阳东江变电站出土。
- 动物纹提梁卣，春秋，1988年9月衡阳县赤石乡出土
- 铜锛、铜斧

## 馆藏文物

### 文物数量
衡阳市博物馆现有馆藏文物2万余件，包括：
- 一级文物66件套
- 二级文物182件套
- 三级文物2052件套[5]
- 商周时期至明清时期的各类青铜器100余件
- 新石器时代至清末民初各种质地和类别的陶瓷和工艺品300余件[1]

### 特色藏品
最具特色的是商周青铜器、明清书画、衡山窑粉上彩绘瓷器以及明代纺织品服饰。
其中国宝级文物有春秋时期动物纹提梁卣、觥形青铜牛樽。
书画精品有明代肖云丛的《南岳七十二峰图卷》，瓷器有衡山窑粉上彩绘绿釉粮仓，纺织品文物有提花锻面狮纹补服等。
1990年、2008年，动物纹提梁卣先后入选北京亚运会《中国文物精华展》和北京奥运会《中国记忆—五千年文明瑰宝展》。

### 部分藏品资料
资料引用自《衡阳市志》、衡阳市博物馆微信公众号、新闻报导等。
| 文物名称             | 来源                       | 年代         | 形态 | 备注                         |
| -------------------- | -------------------------- | ------------ | --- | ---------------------------- |
| 商代青铜牛尊         | 1977年11月衡阳包家台子出土 | 商代殷墟三期 | 尊由器身和器盖两部分组成，为牛的形象，盖子是牛头和牛背， 盖的捉手是老虎形象，腹部则是完整的凤鸟图案。嘴部稍残损。 |                              |
| 动物纹提梁卣         | 1988年衡阳县赤石乡出土     | 春秋时期     | |                              |
| 龙纹卣附玉器         | 1985年衡阳出土             | 商或西周     | 通高33，口径11x14.5，器身高22，最大腹径22x16.5厘米                                                                |                              |
| 葵花形嫦娥奔月纹铜镜 | 1981年祁东县太和堂乡出土   | 唐代         | 直径14.6,厚0.8厘米                                                                                                |                              |
| 清青花凤穿牡丹瓷筒瓶 |                            | 清代         | 口径24厘米，足径20.5厘米，高61.3厘米                                                                              | 筒瓶俗称为“箭筒”，陈放箭翎用 |
| 清青花鹿头瓷尊       | 原为衡阳程氏宗祠供器       | 清代         | 尊的颈部对称堆塑鹿头形耳，整个器身以青花绘云蝠纹。                                                                |                              |

## 考古活动
主条目：小米山春秋墓

### 小米山春秋墓
1981年9年，祁东县小米山发现一座越人墓，出土箭镞、铖、斧、铲、削刀等14件青铜兵器和生产工具，现文物均收藏于衡阳市博物馆。

## 展览活动
近年来，衡阳市博物馆先后举行了王海涛人专场书画展，孔庙和国子监文化展，纪念彭玉麟诞辰200周年书画展等活动。

## 学术研究
- 蒋星星（馆长）的《论衡阳古代青瓷窑场的形成》发表在1997年第5期《衡阳师专学报（社会科学）》[16]。
- 罗小如（副馆长）[17]的《彭玉麟画梅原因之我见》发表在2000年第1期《衡阳师范学院学报（社会科学）》[18]。